# 趙宗道
趙宗道(조종도、1537年 - 1597年)は李氏朝鮮中期の文臣。本貫は咸安趙氏、字は伯由、号は大笑軒、諡号は忠毅。

## 生涯
父は参奉趙堰、母は大司成姜老の娘。幼くして鄭斗の門下で修学し、曺植の門弟でもある。1558年に生員試に合格し、薦挙で安奇道察訪になった。この時李滉の門弟柳成龍・金誠一などと交遊した。その後司䆃寺直長・尚瑞院直長・通礼院引儀・掌隷院司評などを歴任した。1585年に陽智県監となり、善政を施して、表裏を下賜された。1587年に金溝県令となった。1589年に鄭汝立謀反事件で投獄されたが釈放されて、1592年に壬辰倭乱が起きると嶺南に帰って来て招諭使金誠一と義兵募集に尽くし、その年秋丹城県監となった。1596年には咸陽郡守であり、途中病気で退いた。しかし、安陰県監郭䞭と一緒に義兵長金沔の旗下で牛脊峴戦闘などで活躍した。1597年の丁酉倭乱時には郭䞭と一緒に直接義兵を起こして黄石山城で加藤清正と戦い、戦死した。経史に明るく、諧謔を楽しんだ。吏曹判書に追贈されて、咸安の徳巌書院、安義の黄巌祠に祀られた。文集に《大笑軒集》がある。

## 参考サイト
- 조종도 - 두산세계대백과사전